# Coniopteryx palpalis
Coniopteryx palpalis är en insektsart som beskrevs av Meinander 1972. Coniopteryx palpalis ingår i släktet Coniopteryx och familjen vaxsländor. Inga underarter finns listade i Catalogue of Life.